# Grab des Hefefi
Das Grab des Hefefi fand sich 1988/1989 unberaubt in el-Hagarsa in Oberägypten und datiert an den Beginn der 1. Zwischenzeit.
Das Grab besteht aus einer kleinen Kultkapelle und einer darunterliegenden Grabkammer. Es liegt nahe am dekorierten Grab des Meryaa (D18). Die in den Felsen gehauene Grabkapelle war undekoriert. Die Grabkammer fand sich unberaubt und enthielt bei der Auffindung sechs Särge, fünf von ihnen mit Inschriften. Gemäß den Inschriften gehörten diese Särge der Chuit, der Schemat, dem Hefefi (I.), einem zweiten Hefefi (II.) und einer Inetsen. Alle Frauen trugen den Titel einziger Königsschmuck. Hefefi war einzig(artig)er Freund (Smḥr-w ˁ.tj = Semher-wati), der zweite Hefefi war einzig(artiger)er Freund und königlicher Siegler (Ḫtm.tj-bjtj = Chetemti-biti). Alle Leichen waren in Leinen gewickelt. Über den Köpfen von drei Leichen (Chuit, Schemat, Inetsen) fanden sich Mumienmasken und bei einigen Leichen lag eine Kopfstütze. Als Grabbeigaben gab es vier Keramikgefäße, zwei Paare hölzerne Sandalen sowie Speere und Stöcke. Einige Leichen trugen Schmuck, der von Röntgenaufnahmen bekannt ist. Die Mumien wurden nach der Auffindung nicht ausgewickelt.
Die Leichen wurden untersucht und geröntgt. Demnach gehörten alle Bestatteten zu einer Familie: Hefefi (I.) und Inetsen waren die Großeltern, Chuit und Schemat deren Kinder und Hefefi (II.) und das Kind im unbeschrifteten Sarg ein Enkel. Die Röntgenaufnahmen wurden verschiedenen Ärzten zur Untersuchung gegeben, die zum Teil zu unterschiedlichen Ergebnissen kamen. Vor allem stimmte das Geschlecht auf den Sarginschriftem oftmals nicht mit dem Geschlecht der Leichen überein. Es gibt Anzeichen, dass einige der Bestatteten gewaltsam starben.
| Nr. | Name               | Titel                                | Maske | Röntgenbericht               | Röntgenbericht, Zahnanalyse         | Medizinischen Auffälligkeiten, DNA-Untersuchung        | Anmerkungen                               |
| --- | ------------------ | ------------------------------------ | ----- | ---------------------------- | ----------------------------------- | ------------------------------------------------------ | ----------------------------------------- |
| C2  | Chuit              | einziger Königsschmuck               | ja    | erwachsene Frau              | junger Erwachsener (über 21)        | keine DNA-Untersuchung                                 | Die Leiche trägt eine Kette mit Amuletten |
| C3  | Schemat            | einziger Königsschmuck               | ja    | erwachsener Mann             | junger Erwachsener, vielleicht Frau | Mund war offen, Unterkiefer zeigt Verletzung           |                                           |
| C4  | Hefefi (I.)        | einzig(artig)er Freund               |       | Kind                         | etwa 7 Jahre und 6 Monate alt       |                                                        |                                           |
| C5  | Hefefi (II.)       | einziger Freund, königlicher Siegler |       | ältere Frau                  | alter Mann, etwa 55 Jahre alt       | weiblich                                               |                                           |
| C6  | Inetsen            | einziger Königsschmuck               | ja    | älterer Mann                 | ältere Frau, etwa 55 Jahre alt      |                                                        |                                           |
| C1  | Sarg unbeschriftet |                                      |       | Kind, etwa 7 bis 8 Jahre alt | Kind, etwa 9 Jahre alt              | männlich, Mund war offen, Unterkiefer zeigt Verletzung |                                           |